# Joost Legtenberg
Joost Legtenberg (31 juli 1975) is een Nederlandse voormalig wielrenner uit Markelo.

## Overwinningen
2000
- 2e etappe OZ Wielerweekend

2001
- 1e etappe en Eindklassement Ronde van Burkina Faso